# Андімешк
Андімешк (перс. انديمشك) — місто у південно-західній частині Ірану, у провінції (остані) Хузестан. Адміністративний центр однойменного округу (шахрестану). Андімешк розташований за 34 км (21 милю) на північ від міста Шуш, на головній автомобільній та залізничній лінії, яка сполучає Тегеран і Ахваз.
Місто розташоване на рівнині, у регіоні з жарким і сухим кліматом. Джерелом водопостачання Андімешка є води річки Дез (Dez). З цією метою неподалік міста було споруджено дамбу, до якої прокладено автомобільну дорогу. Це також сприяло розвитку сільського господарства.
Андімешк — п'яте за чисельністю населення місто у провінції Хузестан. За даними перепису населення, у 2006 році в Андімешку проживали 119 422 жителів. Станом на 2012 рік чисельність населення міста оцінювалась в 133 810 жителів, а разом з передмістями — 167 597 жителів. За даними Таріха-е-Табарі, більшість населення міста становлять хузи.

## Історія
Вперше в історичних документах назва міста згадується у Месопотамії в період правління Ура ІІІ (XXI—XX ст. до н. е.) як Адамшах (Adamshakh), що ймовірно означало «Крокодил» (місто Крокодилів). Пізніше воно мало назву Андамаска (Andamaska) чи Андімаска (Andimaska), що перекладається як «багато масла», до нього були приєднані кілька навколишніх сіл, а в самому місті — споруджено дві фортеці.
Андімешк був розташований на шляху до міст Ілам та Аншан, а згодом — також до провінції Лорестан, що в епоху Сасанідів перетворювало його на стратегічно важливий населений пункт.

## Економіка
Поряд з Андімешком наявні родовища вапняку і доломіту. За оцінками спеціалістів, за сьогоднішнього рівня видобутку запасів цих мінералів вистачить майже на 100 років.
В епоху династії шаха Реза Пехлеві Андімешк, зважаючи на переваги свого розташування і багатство природних ресурсів, отримав стимул до розвитку. У ньому були реалізовані кілька сучасних інвестиційних проектів, а саме:
- будівництво залізниці;
- спорудження дамби Dez Dam;
- відкриття повітряної бази Vahdati (нині — аеропорт Dezful);
- спорудження військових складів Dokoohe;
- будівництво алюмінієвого заводу та інші промислові проекти.

У 1929 році місто було сполучене з Трансіранською залізницею. Під час Другої світової війни з Абадану, де розташований найбільший у світі нафтопереробний завод, до Андімешка було прокладено трубопровід. Звідси пальне автомобільним транспортом доправлялося до Радянського Союзу. У 1955 році трубопровід було продовжено з Андімешка до Тегерану.
Значних втрат економіка міста зазнала 25 листопада 1986 року, коли 150 літаків іракської авіації завдали бомбових ударів про важливих об'єктах Андімешка. Цей наліт став найбільшою повітряною атакою на місто з часів В'єтнамської війни.